# Каюш-Крік 1
Каюш-Крік 1 (англ. Cayoosh Creek 1) — індіанська резервація в Канаді, у провінції Британська Колумбія, у межах регіонального округу Сквоміш-Лілует.

## Населення
За даними перепису 2016 року, індіанська резервація нараховувала 66 осіб, показавши зростання на 22,2%, порівняно з 2011-м роком. Середня густина населення становила 41,9 осіб/км².
З офіційних мов обидвома одночасно не володів жоден з жителів, тільки англійською — 65., з них 5 — українську.
Працездатне населення становило 50% усього населення, усі були зайняті.

## Клімат
Середня річна температура становить 4,1°C, середня максимальна – 18°C, а середня мінімальна – -11,2°C. Середня річна кількість опадів – 551 мм.
| Клімат поселення                              | Клімат поселення | Клімат поселення | Клімат поселення | Клімат поселення | Клімат поселення | Клімат поселення | Клімат поселення | Клімат поселення | Клімат поселення | Клімат поселення | Клімат поселення | Клімат поселення | Клімат поселення |
| Показник                                      | Січ.             | Лют.             | Бер.             | Квіт.            | Трав.            | Черв.            | Лип.             | Серп.            | Вер.             | Жовт.            | Лист.            | Груд.            |                  |
| Середній максимум, °C                         | −0,61            | 1,73             | 4,59             | 8,32             | 12,75            | 16,77            | 17,72            | 17,98            | 13,74            | 8,24             | 1,75             | −2,64            |                  |
| Середня температура, °C                       | −5,9             | −3,57            | −0,7             | 3,02             | 7,47             | 11,47            | 14,41            | 14,67            | 10,42            | 4,92             | −1,56            | −5,95            |                  |
| Середній мінімум, °C                          | −11,19           | −8,85            | −5,98            | −2,26            | 2,17             | 6,19             | 11,10            | 11,36            | 7,10             | 1,61             | −4,87            | −9,26            |                  |
| Норма опадів, мм                              | 58               | 39               | 32               | 31               | 43               | 50               | 48               | 39               | 35               | 46               | 66               | 64               |                  |
| Середньомісячна швидкість вітру, м/с          | 2.24             | 2.32             | 2.61             | 2.84             | 2.67             | 2.56             | 2.39             | 2.20             | 2.13             | 2.36             | 2.39             | 2.22             |                  |
| Середньомісячна сонячна радіація, кДж/м²·день | 3250             | 6384             | 10780            | 15621            | 19199            | 20781            | 21685            | 18429            | 12976            | 7252             | 3497             | 2508             |                  |
| --------------------------------------------- | ---------------- | ---------------- | ---------------- | ---------------- | ---------------- | ---------------- | ---------------- | ---------------- | ---------------- | ---------------- | ---------------- | ---------------- | ---------------- |
| Джерело:                                      |                  |                  |                  |                  |                  |                  |                  |                  |                  |                  |                  |                  |                  |